# Dichochrysa maghrebinus
Dichochrysa maghrebinus là một loài côn trùng trong họ Chrysopidae thuộc bộ Neuroptera. Loài này được Hölzel & Ohm miêu tả năm 1984.